# Mechanoreceptor

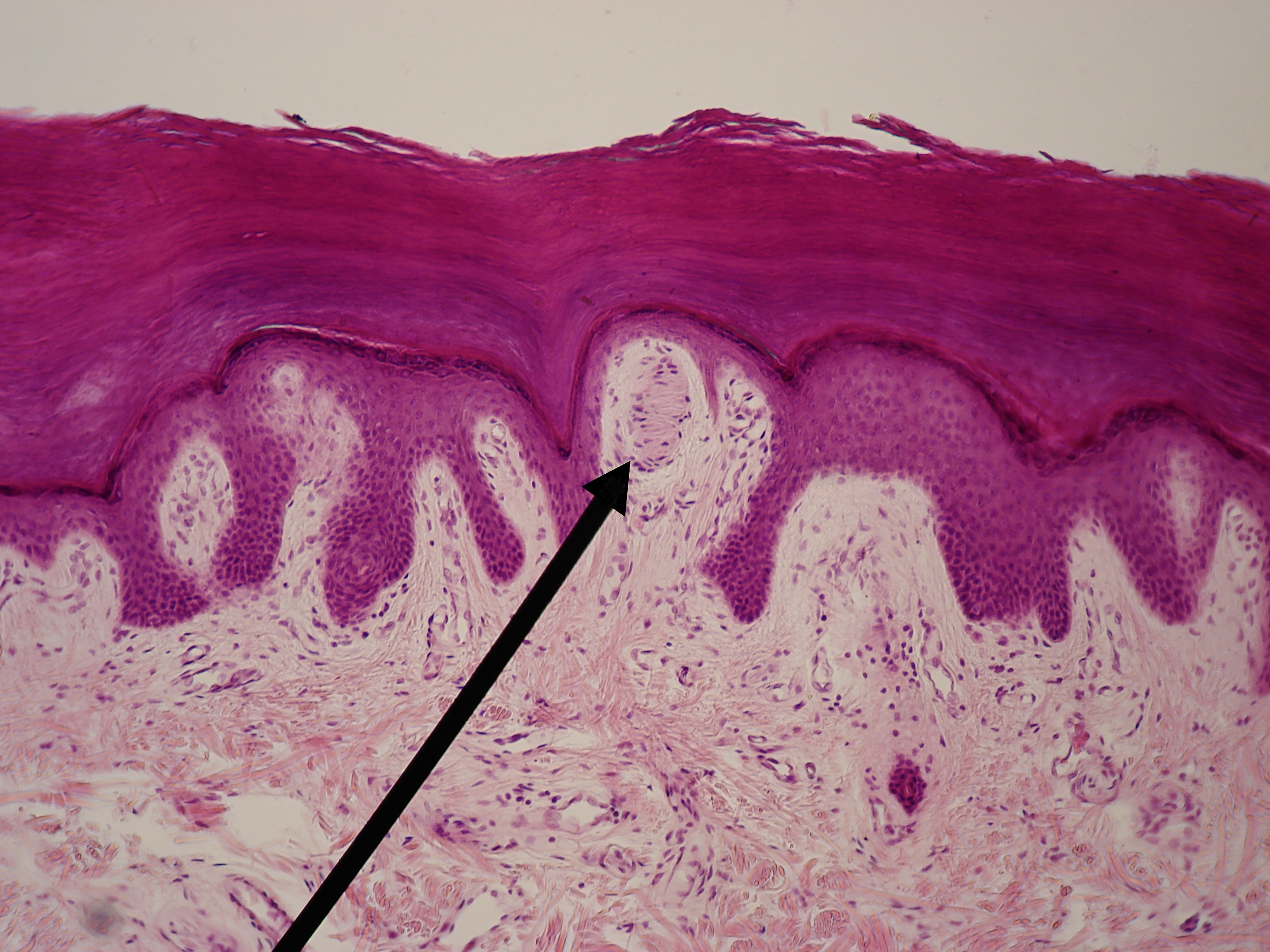
Do mechanoreceptorów skórnych należy m.in. ciałko dotykowe Meissnera znajdujące się na granicy naskórka i skóry właściwej. Zdjęcie z mikroskopu świetlnego, powiększenie 100×.

Mechanoreceptor – receptor czuciowy odpowiadający za odbiór bodźców mechanicznych, takich jak dotyk, wibracje, rozciąganie. Pod wpływem bodźca następuje zmiana potencjału błony receptora (depolaryzacja). Dostatecznie dużego potencjału receptorowego generuje powstanie impulsu nerwowego w neuronie czuciowym odbierającym sygnał od receptora, który dociera do ośrodkowego układu nerwowego.
Ze względu na położenie wyróżnia się mechanoreceptory skórne, mechanoreceptory mięśni i stawów (proprioreceptory) oraz mechanoreceptory trzewne (interoreceptory).

## Mechanoreceptory skórne
Ze względu na lokalizację oraz wielkość i specyficzność pola recepcyjnego (obszaru, z którego są odbierane bodźce) wyróżnia się dwa podstawowe typy receptorów skórnych:
- mechanoreceptory typu I: leżą na granicy naskórka i skóry właściwej, mają małe, wyraźne odgraniczone od siebie pola recepcyjne; do tego typu należą  ciałka dotykowe Meissnera oraz łąkotki dotykowe Merkela,
- mechanoreceptory typu II: leżą głęboko w skórze właściwej i mają duże, słabo odgraniczone pola recepcyjne; do tego typu należą ciałka blaszkowate Paciniego oraz ciałka Ruffiniego.

Niektóre mechanoreceptory skórne są obecne wyłącznie w skórze owłosionej i są ściśle związane z mieszkami włosowymi. Do tej grupy receptorów należą: zakończenia lancowate, zakończenia Pilo-Ruffiniego oraz receptory mieszków włosowych.

## Adaptacja do bodźca
Odpowiedź receptorów na bodziec o stałej wartości zmniejsza się wraz z upływem czasu, czyli mają one właściwości adaptacyjne. Wyróżnia się receptory:
- wolno adaptujące się, m.in. ciałka Ruffiniego oraz łąkotki dotykowe Merkela
- szybko adaptujące się, m.in. ciałka dotykowe Meissnera oraz ciałka blaszkowate Paciniego.

## Rozmieszczenie mechanoreceptorów
Mechanoreceptory nie są rozłożone równomiernie w skórze. Ich największe zagęszczenie występuje na opuszkach palców, ustach oraz języku, natomiast najmniejsze na tułowiu. Obszary ciała charakteryzujące się małym zagęszczeniem receptorów mają odpowiednio mniejsze reprezentacje na mapie somatotropowej (w tzw. homunkulusie) w pierwszorzędowej korze czuciowej.